# Banda blanca (telecomunicaciones)

## Introducción
Banda Blanca en Telecomunicaciones es una zona en el espacio radioeléctrico que ha quedado vacía gracias a la digitalización de la Televisión Terrestre.
Actualmente por los cambios técnicos en la televisión, antes analógica y ahora digital, se libera un amplio espectro frecuencial entre los 50Mhz y los 900Mhz. 
Esto sucede porque las transmisiones digitales pueden ir en canales adyacentes mientras que las transmisiones analógicas no. Esto significa que la banda de transmisión puede ser "comprimida" en menos canales, y eso supone más transmisiones.
Estas frecuencias libres se llaman Banda Blanca.
La Unión Europea se propuso redistribuir la banda de frecuencias y unir todas las frecuencias de la banda blanca, creando el Dividendo Digital.

## El Caso Español

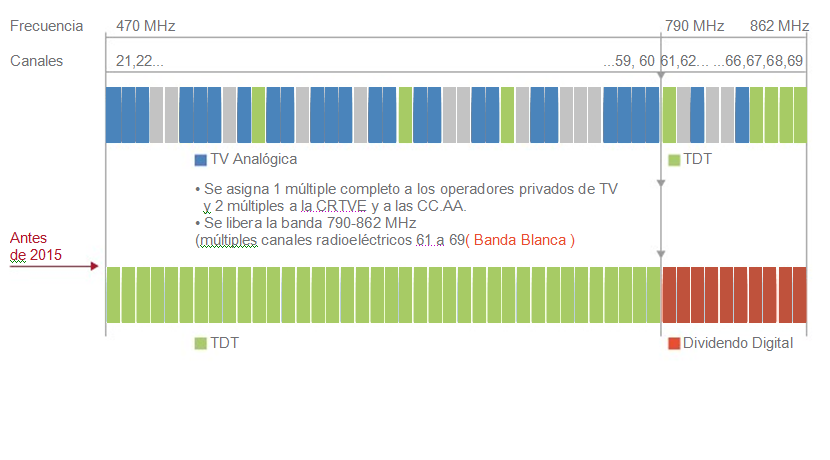
Gráfica Transición AnalogicTV a DigitalTV.

Actualmente, en 2011, el Gobierno de España ha decidido aprobar el Plan Marco de Actuaciones 
para la liberación de Banda Blanca, que permite identificar, planificar, ejecutar
y gestionar todas las actuaciones necesarias para poder liberar la banda 790 a 862MHz.
El consenso de la banda 790-862 MHz como Dividendo Digital, a nivel europeo, se materializó en el momento en que España estaba plenamente inmersa en su proceso de transición a la televisión digital, sin capacidad de paralizarlo o modificarlo sin incurrir en un riesgo cierto de hacerlo inviable o retrasarlo por un largo período de tiempo.
Ello provocó una singularidad frente a otros países de nuestro entorno europeo: hoy por hoy la mayor parte de los servicios de televisión digital se prestan en España, precisamente, en la banda del Dividendo Digital, por lo que el proceso para su liberación encierra aspectos de una considerable complejidad.
En primer lugar es necesario identificar, planificar y coordinar internacionalmente nuevas frecuencias fuera de la banda de la Banda Blanca para sustituir a las frecuencias que tienen que ser liberadas, y, una vez planificadas estas nuevas frecuencias, hay que abordar el complejo proceso para llevar las emisiones televisivas actuales a las nuevas frecuencias, lo que permitirá la liberación de la Banda Blanca. 
Las ventajas y beneficios futuros derivados de la reserva de dicha ban da para los nuevos servicios acordados a nivel comunitario, justifican el esfuerzo a realizar para acometer esta compleja tarea de reordenación del espectro radioeléctrico.

## Objetivos
El Objetivo General del Plan Marco es establecer las condiciones técnicas y económicas necesarias que permitan garantizar la reordenación del espectro radioeléctrico para la liberación de la banda de frecuencias 790 a 862 MHz, actualmente dedicada al servicio de televisión, para destinarla principalmente a servicios avanzados de comunicaciones electrónicas y, de esta manera cumplir los compromisos adquiridos con los operadores tras las licitaciones de frecuencias. 
Siempre con el menor impacto posible en los ciudadanos y agentes afectados.
Un aumento de los recursos de espectro disponibles crea nuevas oportunidades para la innovación en sectores orientados a los servicios como la salud, la educación, el gobierno y la accesibilidad electrónica.
La apertura de nuevas bandas de frecuencia para diferentes servicios.
La Banda Blanca brinda la oportunidad de introducir la 4a Generación de telefonía móvil Long Term Evolution (LTE) así 
como asegurar la cobertura de la banda ancha móvil ultrarápida al 98% de la población, facilitando el cumplimiento 
de los objetivos de la Agenda Digital para Europa y contribuyendo decididamente a reducir la brecha digital.